# Batalla de Jilib
La batalla de Jilib fue un enfrentamiento armado de la Guerra de Somalia entre la Unión de Cortes Islámicas (UCI) y otras milicias y combatientes, contra el Gobierno de transición de Somalia y el ejército de Etiopía por el control de la población de Jilib. La batalla comenzó el 31 de diciembre de 2006 cuando las fuerzas de la Unión de Tribunales Islámicos se establecieron y defendieron Jilib para intentar evitar que las fuerzas etíopes y gubernamentales se aproximaran a Kismaayo, el último bastión de la UCI.

## Antecedentes
Tras la Caída de Mogadiscio el 28 de diciembre de 2006, unos 3000 combatientes de la UCI recibieron instrucciones de marchar hacia la ciudad portuaria de Kismaayo, su último bastión, a unos 500 kilómetros al sur de la capital. En Kismaayo, el líder de la UCI, Sharif Sheid Ahmed adoptó una postura desafiante, «No huiremos de nuestros enemigos. Nunca abandonaremos Somalia. Permaneceremos en nuestra tierra».
En Jilib, los islamistas usaron excavadoras para preparar trincheras y posiciones defensivas. La UCI contaba con unos 3000 hombres y 60 technicals equipados con armamento antitanques y antiaéreo. Más de 4700 personas huyeron de la zona antes de que empezaran los combates.
El sábado 30 de diciembre, las tropas combinadas de Etiopía y del Gobierno de transición de Somalia llegaron a Jilib, la principal población en el camino hacia Kismaayo, a unos 130 kilómetros al norte. Sharif Sheid Ahmed instó a los hombres de las UCI que combatieran, afirmando «Si los somalíes están preparados para resistir, nosotros estamos preparados para esto y hemos decidido combatir al enemigo».

## La batalla
El domingo 31 de diciembre, la batalla comenzó en el espeso bosque de mangos cerca de Helashid, a unos 18 kilómetros al noroeste de Jilib. Los Mikoyan, tanques, artillería y morteros atacaron las posiciones de los islamistas en el asalto. Los residentes informaron que las Cortes Islámicas habían esparcido minas accionadas por control remoto en el camino a Jilib. Las tropas etíopes y del Gobierno Transicional también atacaron Bulobaley con morteros y cohetes.
Aproximadamente a las 5 de la madrugada se produjo un duro enfrentamiento en las afueras de Jilib entre los combatientes islamistas y las tropas asaltantes. Los tanques etíopes entraron en combate y el sonido de los disparos se escuchaba desde la cercana población de Jamame, según apuntaron los habitantes de esta localidad.
El comandante islamista, el shayj Yusuf Hassan dijo «El combate ha comenzado. Hay numerosas pérdidas en ambos bandos,» y añadió «no vamos a rendirnos. Lucharemos para defender Jilib y Kismaayo hasta la muerte».
El ministro de Asuntos Exteriores de Somalia, Ismail Mohammed Hurreh Buba declaró que la batalla estaba yendo bien para el gobierno, y que los combates alrededor de Kismaayo podrían alargarse dos días más. El ministro somalí pidió ayuda internacional para vigilar la costa somalí e impedir que pudieran entrar o salir del país combatientes islamistas gracias al poco calado de los dhows. La Quinta Flota de los Estados Unidos, destinada al Cuerno de África y con base en Yibuti, patrulló la costa somalí para evitar que los combatientes de la UCI pudieran realizar algún ataque o transportar combatientes, armas o material por mar, según explicó el capitán de Fragata Kevin Aandahl.
Los disparos de la artillería continuaron durante la noche, y finalmente provocaron que las líneas defensivas de la UCI de debilitaran, hasta que las tropas de la UCI se dispersaron y abandonaron tanto Jilib como Kismaayo, sin que se supiera a donde fueron. Los combates cesaron a las 10 de la mañana. A medianoche el frente de la UCI cayó y sus tropas empezaron a huir. A las dos de la madrugada se huyeron de Kismaayo. Las milicias locales patrullaron las calles y tomaron como botín las antiguas posesiones de la UCI. Aparecieron noticias de que los combatientes de la UCI habían huido a la isla Ras Kamboni en el sur de Somalia, o a la frontera con Kenia.
Como resultado, el Gobierno Transicional pidió a Kenia que cerrara su frontera con Somalia. Según la BBC, vehículos blindados kenianos se desplazaron a la frontera, y el gobierno de Kenia afirmó que se habían tomado las medidas oportunas.

## Resultado
Con la retirada de las fuerzas de la UCI a la frontera keniata, las fuerzas del Gobierno Transicional avanzaron lentamente hacia Kismaayo para evitar las minas terrestres instaladas. El 1 de enero del 2007 llegaron a Kismaayo, que fue tomada sin lucha.
A partir de aquel momento, las operaciones se destinaron a asegurar la frontera con Kenia en las provincias de Afmadoow y Badhadhe, en la región de Jubbada Hoose. La aviación etíope atacó la población de Doble, en la provincia de Afmadow, cerca de la frontera con Kenia. Los ataques fueron presuntamente para golpear a fuerzas de la UCI que intentaban cruzar la frontera. Los combates finalizaron a medianoche.
Informes del 4 de enero afirmaban que las tropas de la UCI se encontraban dispersas en los distritos de Afmadoow y Badhaadhe, y que posiblemente se habían concentrado en el refugio del antiguo al-Itihaad al-Islamiya en Ras Kamboni. Las tropas gubernamentales y etíopes informaron de la toma del distrito de Afmadoow el 2 de enero, del de Doble a lo largo de la frontera el 3 de enero y que se dirigían a Badhaadhe, la capital del distrito justo al norte de Ras Kamboni.